# Simetrie

Simetrie și asimetrie

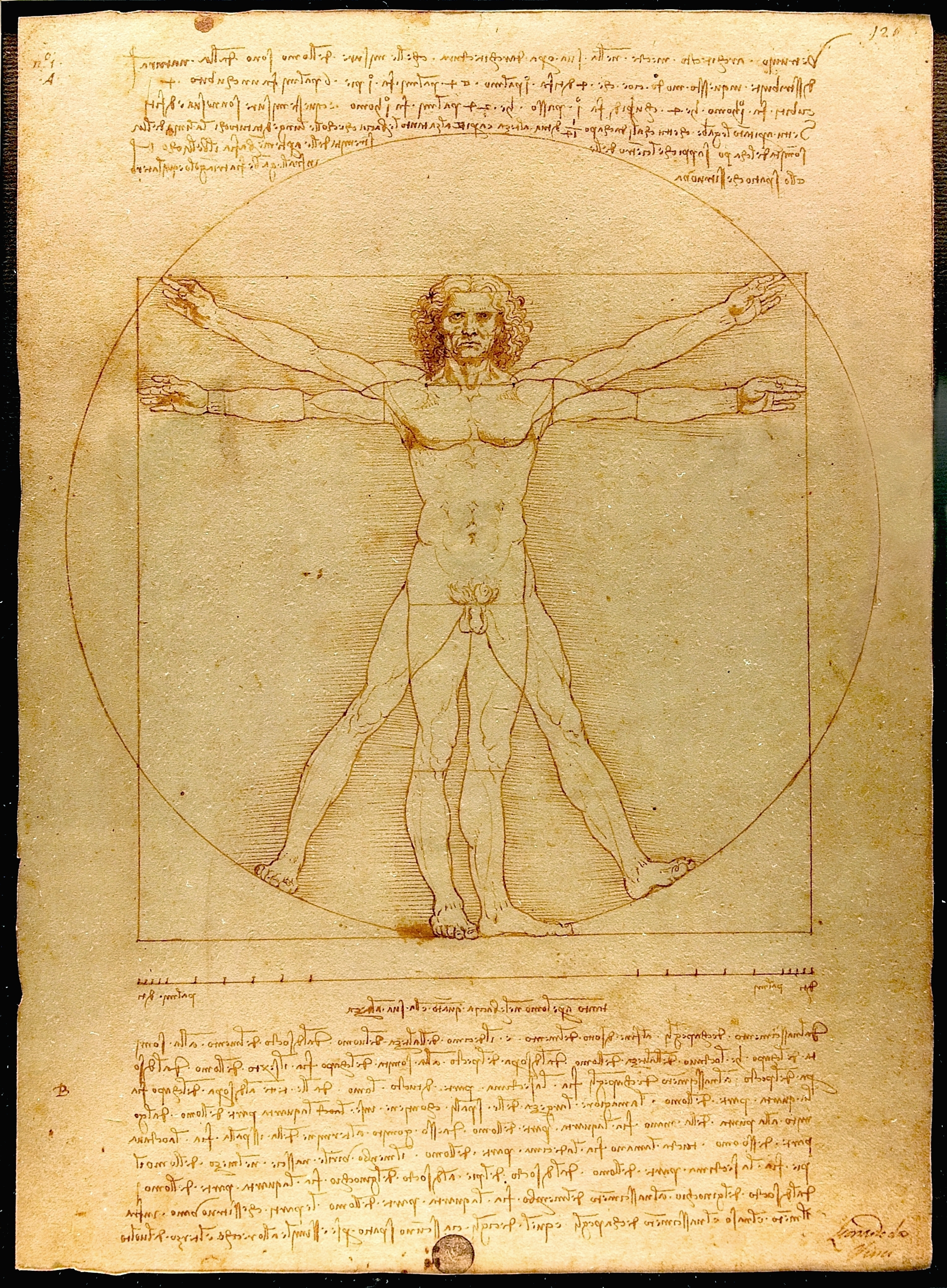
Omul Vitruvian de Leonardo da Vinci, o reprezentare a simetriei trupului omenesc

Termenul simetrie (din greacă συμμετρεῖν, symmetrein, „măsură împreună”) are, în general, două sensuri principale. Primul este un sentiment (imprecis) al proporționalității armonioase sau că din punct de vedere estetic este plăcut și echilibrat, astfel încât acesta să reflecte frumusețea sau perfecțiunea. Al doilea sens este un concept precis și bine definit de echilibru sau de „model de autosimilaritate”, care poate fi demonstrat că este în conformitate cu regulile unui sistem formal: prin geometrie, fizică sau altfel.
Deși sensurile sunt diferite, în unele contexte ambele sensuri ale „simetriei” sunt legate și tratate în paralel. Noțiunile precise de simetrie au diferite măsuri și definiții operaționale. De exemplu, simetria poate fi observată:
- cu privire la trecerea timpului;
- ca o relație spațială;
- prin transformări geometrice, cum ar fi scalarea, reflexia și rotația;
- prin alte tipuri de transformări funcționale;
- ca un aspect de obiecte abstracte, modele teoretice, limba, muzica și chiar cunoștințe în sine.

Acest articol descrie aceste noțiuni de simetrie din patru perspective. Prima este simetria geometrică, care este pentru mulți oameni tipul de simetrie cel mai cunoscut. A doua perspectivă este sensul mai general de simetrie în matematică, ca un întreg. A treia perspectivă descrie simetria care se referă la domeniul științei și tehnologiei. În acest context, simetrii stau la baza unor rezultate dintre cele mai profunde găsite în fizica modernă, inclusiv aspectele legate de spațiu și de timp. A patra perspectivă discută simetria în științe umane, acoperind o utilizare bogată și variată, în istorie, arhitectură, artă și religie.
Opusul  simetriei este asimetria.

## În geometrie
Cele mai cunoscute tipuri de simetrie, pentru mulți oameni, sunt reprezentate de simetria geometrică. Formal, acest lucru înseamnă simetrie în cadrul unui grup de sub-grup euclidian de izometrii în două sau trei spații euclidiene tridimensionale. Aceste izometrii constau în: reflexii, rotații, translații și combinații ale acestor operațiuni de bază.

### Simetrie de reflexie

În 1D, există un punct de simetrie. În 2D există o axă de simetrie, în 3D,  un plan de simetrie. Un obiect sau figura care este imposibil de distins de la imaginea sa transformată se numește oglindă simetrică (a se vedea imaginea).
Axa de simetrie a unei figuri bidimensionale,  este o dreaptă, astfel încât, în cazul în care este construită perpendicular, orice două puncte situate pe perpendiculară la distanțe egale de la axa de simetrie sunt identice. Un alt mod de a gândi despre el este că, dacă forma sa, ar fi pliată în mai mult de jumătate de axă, cele două jumătăți ar fi identice: cele două jumătăți sunt imaginea celeilalte în oglindă. Astfel, un pătrat are patru axe de simetrie, deoarece există patru moduri diferite de a-l plia iar laturile să se suprapună. Un cerc are infinit de multe axe de simetrie, pentru același motiv.
Dacă litera T se reflectă de-a lungul unei axe verticale, se pare la fel. Acest lucru este uneori numit simetrie verticală. Se poate folosi mai bine o formulare clară, de exemplu, "T are o axa de simetrie verticală" sau "T are simetrie stânga-dreapta".
Triunghiuri cu această simetrie sunt isoscele, iar patrulatere cu această simetrie sunt zmeie și trapeze isoscele.
Pentru fiecare linie sau planul de reflexie, grupul de simetrie este izomorf cu CS (a se vedea grupuri de puncte în trei dimensiuni), unul din cele trei tipuri de ordinul doi (involuții), prin urmare, algebric C2. Domeniul fundamental este de o jumătate de plan sau de o jumătate de spațiu.
Bilateria (animale bilaterale, inclusiv la om) sunt mai mult sau mai puțin simetrice cu privire la plan sagital.
În anumite contexte există simetrie de rotație oricum. Apoi, ca imagine în oglindă, simetria este echivalentă cu simetria de inversare, în astfel de contexte, în fizicii moderne, pe termen P-simetria este folosit atât pentru (P vine de la paritate).
Pentru mai multe tipuri generale de reflexie există tipuri corespunzătoare mai generale de simetrie reflexie. Exemple:
- cu privire la o involuție neizometrică (o reflexie într-o linie oblică etc.)
- cu privire la inversarea cercului

### Simetrie de rotație

Simetria de rotație este simetria cu privire la unele sau toate rotațiile în spațiu euclidian m-dimensional. De exemplu, rotațiile sunt izometrii directe, de conservare a orientării. Prin urmare, un grup de simetrie, de rotație este un subgrup de E+(m). Simetria cu privire la toate rotații despre toate punctele presupune simetrie de translație cu privire la toate translațiile, și grupul de simetrie este tot E+(m). Acest lucru nu se aplică pentru obiecte, deoarece este omogen de spațiu, dar se poate aplica pentru legile fizice.
Pentru simetrie cu privire la rotații cu privire la un punct, putem lua ca punct ca punct de origine. Aceste rotații formează grupul ortogonal special CO(m), grupul de matrici m × m ortogonale cu determinant 1. Pentru m = 3 Acesta este Grupul de rotație SO(3).
Într-un alt sens al cuvântului, grupul de rotație a unui obiect este grupul de simetrie în termen de E+(m), grupul de izometrii directe, în alte cuvinte, intersecția a grupului de simetrie completă. Pentru obiectele chirale este același ca grupul de simetrie completă.
Legile fizicii sunt SO(3)-invarianta în cazul în care nu se distinge diferite direcții în spațiu. Conform teoremei lui Noether⁠(d), simetria de rotație a unui sistem fizic este echivalentă cu legea conservării impulsului unghiular. A se vedea, de asemenea, invarianța la rotație.

## În fizică
În fizică simetria are sensul general de invarianță față de o anumită transformare. O simetrie a unui sistem fizic este o caracteristică fizică sau matematică a sistemului (observată sau intrinsecă), care se conservă în urma unei anumite transformări.
O familie de transformări poate fi continuă (cum ar fi rotația unui cerc) sau discretă (de exemplu,  rotirea unui poligon regulat). Transformările continue, respectiv cele discrete dau naștere unor tipuri de simetrii corespunzătoare. Simetriile continue pot fi descrise de grupuri Lie în timp ce simetriile discrete sunt descrise de către grupuri finite.
Invarianța este descrisă matematic prin transformări care lasă unele proprietăți (mărimi) nemodificate. Această idee se poate aplica la observații simple din lumea reală. De exemplu, fie o încăpere în care temperatura este aceeași în întreaga încăpere. Deoarece temperatura nu depinde de poziția unui observator în cadrul camerei, se spune că temperatura este invariantă la o schimbare a poziției observatorului în acea cameră.